# ارين هاردي
ارين هاردي (بالإنجليزية: Warren Hardy)‏ هو سياسي أمريكي، ولد في 6 سبتمبر 1963 في سولت ليك في الولايات المتحدة. حزبياً، نشط في الحزب الجمهوري. وقد انتخب عضو المجلس النيابي لولاية نيفادا.